# Odus anushae
Odus anushae là một loài ruồi trong họ Asilidae. Odus anushae được Richter miêu tả năm 1963. Loài này phân bố ở vùng Cổ Bắc giới.